# Bordj Bou Naama
Bordj Bou Naama (în arabă برج بونعامة) este o comună din provincia Tissemsilt, Algeria.
Populația comunei este de 20.864 de locuitori (2008).